# Bogorodizk
Bogorodizk (russisch Богоро́дицк) ist eine Stadt in Russland. Sie hat 31.897 Einwohner (Stand 14. Oktober 2010) und liegt in der Oblast Tula.

## Geografische Lage
Die Stadt liegt 65 Kilometer südöstlich von Tula am rechten Ufer des Flusses Upjorta, eines Zuflusses der Upa, die ihrerseits ein rechter Nebenfluss der Oka ist. Die nächstgelegene Eisenbahnstation ist Schdanka. Bogorodizk liegt an der russischen Fernstraße M4 von Moskau nach Noworossijsk.

## Geschichte

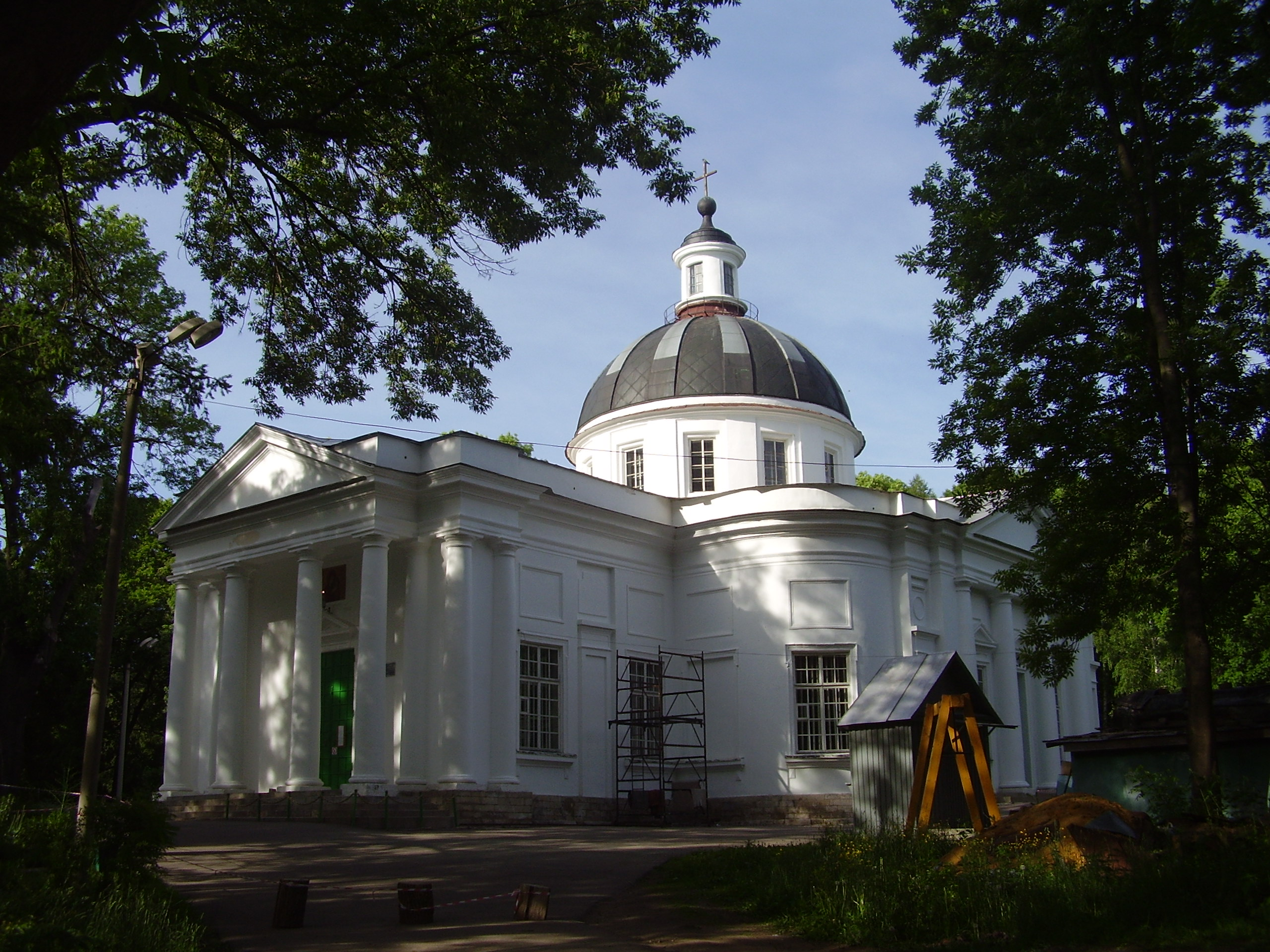
Kirche der Gottesmutter von Kasan in Bogorodizk

Das heutige Bogorodizk wurde 1663 durch Ukas des Zaren Alexei Michailowitsch an den damals südlichen Grenzen des Moskauer Großfürstentums als Festung gegründet. Da das Gebiet in jener Zeit noch von Nogaiern und Krimtataren heimgesucht wurde, erhielt die neue Siedlung hölzerne Befestigungsanlagen. Nach dem Bau einer Kirche wurde der Ort zum Dorf und erhielt nach der Benennung der Kirche den Namen Bogorodizkoje.
Mit der Vergrößerung des russischen Territoriums Anfang des 18. Jahrhunderts verlor Bogorodizk aber seine Bedeutung als Grenzfestung – 1715 entstand an Stelle der abgerissenen Befestigungsanlagen ein Gestüt, welches 1773 einem Schloss weichen musste, das von Iwan Starow für den Grafen Alexei Bobrinski, einen illegitimen Sohn von Katharina II., errichtet wurde. 1777 erhielt Bogorodizk die Stadtrechte. In den Jahren 1778–1796 wirkte der russische Agrarwissenschaftler Andrei Bolotow als Verwalter in Bogorodizk.

### Bevölkerungsentwicklung
| Jahr | Einwohner |
| ---- | --------- |
| 1897 | 4.768     |
| 1939 | 13.194    |
| 1959 | 24.427    |
| 1970 | 32.458    |
| 1979 | 33.251    |
| 1989 | 33.552    |
| 2002 | 30.884    |
| 2010 | 31.897    |

Anmerkung: Volkszählungsdaten

## Sehenswürdigkeiten

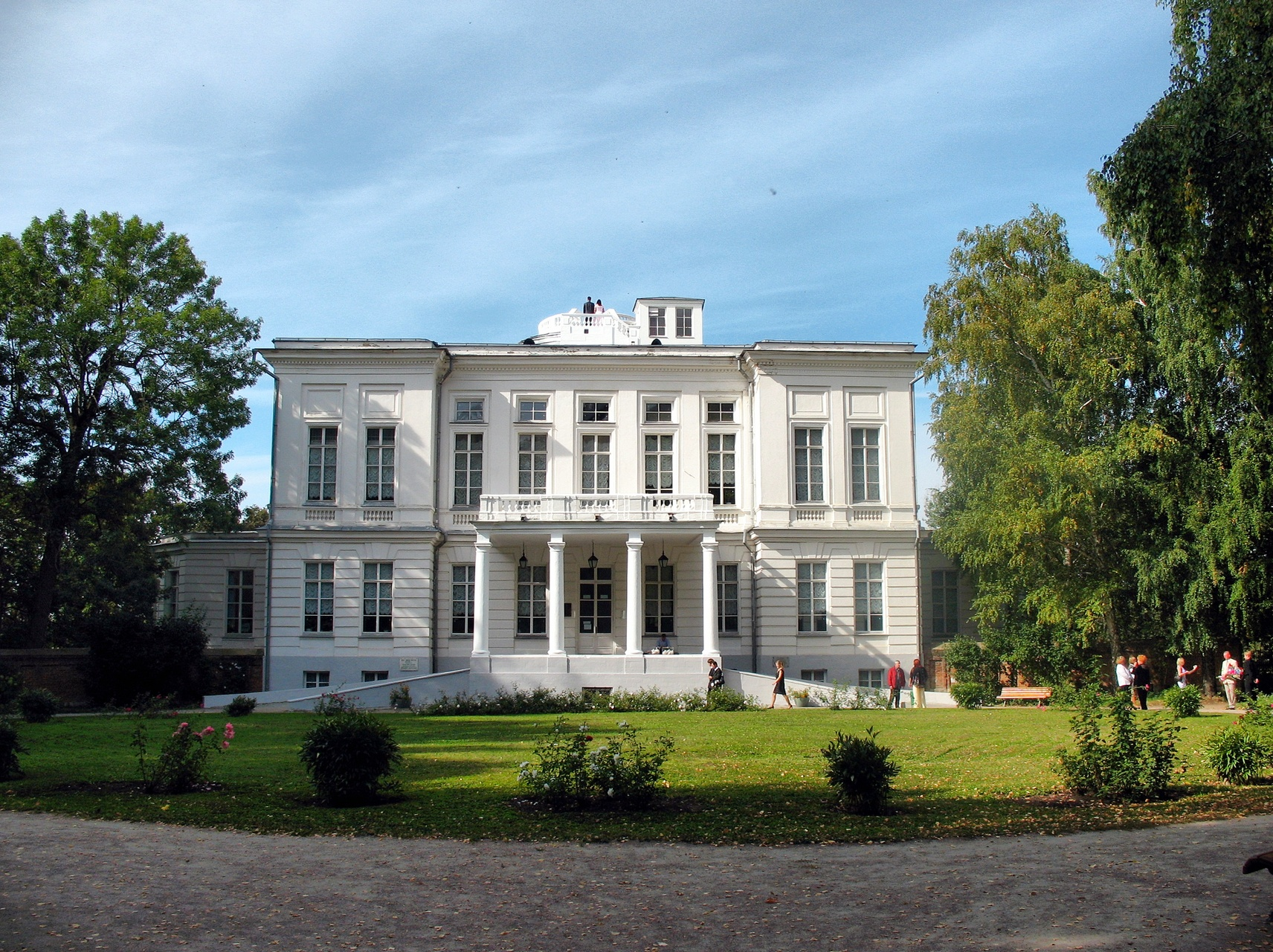
Bobrinski-Palais

Bogorodizk beherbergt eine weitläufige Parkanlage mit dem oben erwähnten klassizistischen Palais von Starow aus dem Jahr 1773. Der berühmte Architekt, auch Schöpfer des Taurischen Palais in Sankt Petersburg, fügte dem Ensemble eine klassizistische Kirche hinzu.
In den Jahren des Kommunismus wurden zwei Kirchen – darunter die älteste der Stadt – und ein Teil der Schlossanlage zerstört. Im Zweiten Weltkrieg wurde das Schloss ebenso wie weite Teile der Stadt zerstört. Seit 1967 sind sowohl Kirchen als auch die Schlossanlage rekonstruiert. Seit 1988 beherbergt das Schloss ein Museum.

## Heraldik
Das Wappen stellt das Bogoroditsky-Gras (9 Bündel) auf silbernem Grund in Schildform dar. Selbiges erscheint im linken Drittel der Flagge (Gras auf weißem Grund). Die vertikal zweigeteilte Flagge ist auf der rechten Seite hellgrün. Das Wappen ist seit dem 18. Jahrhundert in Verwendung.

## Persönlichkeiten
- Walerija Tschurganowa (1931–1998), Linguistin und Hochschullehrerin
- Iwan Melnikow (* 1950), Politiker
- Michail Lewaschow (* 1991), Fußballspieler
- Anastassija Rygalina (* 1996), Skilangläuferin